# Bernard Williams (filosofo)
Sir Bernard Arthur Owen Williams (Westcliff-on-Sea, 21 settembre 1929 – Roma, 10 giugno 2003) è stato un filosofo britannico.
È stato definito da The Times il "filosofo morale inglese più brillante e importante del suo tempo". 
Williams trascorse più di 50 anni a cercare delle risposte a una domanda: Che cosa vuol dire vivere bene?. Questa è una questione filosofica che pochi filosofi hanno esplorato, preferendo invece concentrarsi sulle questioni concernenti il dovere morale. Per Williams, il dovere morale, è una frase che non ha alcun significato se non viene connessa al conseguimento dell'individualismo e del ben vivere.
Professore Knightbridge di filosofia all'Università di Cambridge per più di un decennio e rettore del King's College (Cambridge) per quasi altrettanto, Williams divenne noto a livello internazionale per il suo tentativo di far tornare alle origini lo studio della filosofia morale: dalla storia alla cultura, dalla politica alla psicologia e, in particolare, ai Greci. Descritto come un "filosofo analitico con l'anima di un umanista", si considerava un sintetico che raggruppava le idee da quei campi che sembravano essere più incapaci di comunicare con gli altri. Rigettò il riduzionismo scientifico ed evolutivo, non appena ebbe definito i riduzionisti "quelli che non piacciono per niente perché moralmente dotati di scarsa fantasia". Secondo Williams, la complessità era bella, significativa e irriducibile.
Fu noto per la grande solidarietà mostrata per le donne dedite agli studi accademici, notando in esse la possibilità di quella sintesi tra ragione e emozione che sentiva come filosofia analitica sfuggevole. La filosofa americana Martha Nussbaum disse che Williams era "così vicino ad essere un femminista come poteva essere un uomo potente della sua generazione."

## Biografia
Williams nacque nell'Westcliff-on-Sea, nell'Essex. Era figlio unico di un dipendente pubblico. Fu istruito alla Chigwell School e lesse i Grandi(Classici) al Balliol College di Oxford. Dopo essersi laureato nel 1951 con la rara distinzione di una laurea congratulatoria ad honorem di prima classe, il più alto riconoscimento di questo livello nel sistema universitario britannico, svolse per un anno il servizio militare nella Royal Air Force (RAF), pilotando Spitfires in Canada.
Incontrò la sua futura moglie, Shirley Brittain-Catlin, la figlia dello  scienziato politico e filosofo George Catlin e della romanziera Vera Brittain, mentre lui lasciava New York, dove lei stava studiando presso la Columbia University. All'età di ventidue anni, dopo aver vinto un Premio Fellowship al All Souls College di Oxford, Williams ritornò in Inghilterra con Shirley per accettare la propria carica – sebbene essa avesse avuto prima una relazione sentimentale con il corridore (famosi sono i suoi quattro minuti) Roger Bannister – e si sposarono nel 1955. Shirley Williams, come fu presto conosciuta, fu eletta Membro del Parlamento del Partito Laburista (Regno Unito), poi attraversò i banchi dei deputati come una della "Banda dei quattro" per diventare un membro fondatore del PSD, un partito separatista del centro. In seguito fu nobilitata, divenendo la Baronessa Williams di Crosby, e rimase un membro di rilievo dei Liberal Democratici.
Williams lasciò Oxford per dar spazio alle ambizioni di ascesa politica di sua moglie, trovando un posto prima all'University College London e poi al Bedford College, mentre sua moglie lavorava come giornalista per il Financial Times. Per diciassette anni, la coppia visse in una grande casa a Kensington con l'agente letterario Hilary Rubinstein e la sua sposa. Durante questo periodo, descritto da  Williams come uno dei più felici della sua vita, il matrimonio diede vita ad una figlia, Rebecca, ma lo sviluppo della carriera politica di sua moglie tennero la coppia a distanza, e le marcate differenze nei loro princìpi personali – Williams fu un ateo incallito, sua moglie una devota cattolica – misero a dura prova la loro relazione, che raggiunse il punto di rottura quando Williams ebbe una storia con Patricia Law Skinner, allora moglie dello storico Quentin Skinner. Il matrimonio di Williams si dissolse nel 1974, e Williams e Skinner poterono giungere a nozze, uno sposalizio da cui nacquero due figli.

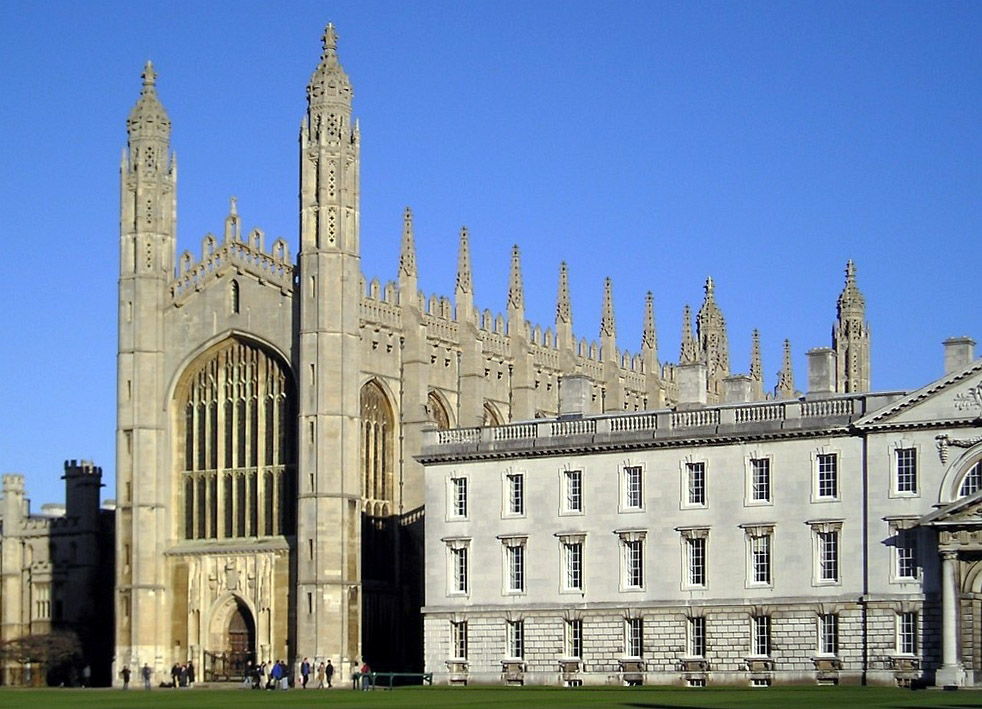
Williams trascorse circa 20 anni a Cambridge, otto di essi come Rettore del King's College.

Williams divenne Professore della cattedra Knightbridge di Filosofia Morale all'Università di Cambridge nel 1967, poi restò in carica come Rettore del King's College dal 1979 fino al 1987, quando si trasferì presso l'Università della California a Berkeley per insegnare alla cattedra Sather di Letteratura Classica. Secondo quanto riferì un giornale britannico, Williams poteva permettersi a stento di comprare una casa nel centro di Londra con lo stipendio di un accademico. La sua polemica per i bassi salari nelle università britanniche fece apparire, ma in realtà tale era l'intenzione di Williams, la sua partenza come un esempio di fuga dei cervelli, tale espressione fu coniata dai mezzi di comunicazione di massa britannici. In un'intervista al The Guardian nel novembre 2002 riferì che si rammaricava che la sua partenza fosse diventata così pubblica: "Ero convinto che ci fosse un reale problema nelle condizioni accademiche e che se la mia partenza fosse stata resa nota ciò avrebbe portato questi problemi sotto la pubblica attenzione. La cosa un po' avvenne, ma mi considerai una spia, e quando ritornai in patria dopo tre anni tutto ciò apparve alquanto assurdo. In effetti, tornai per ragioni personali – è molto difficile vivere altrove con una famiglia, come supponevo.
Ritornò in Inghilterra nel 1990 per diventare Professore della Cattedra White di Filosofia Morale ad Oxford, una carica che occupò fino al 1996, quando fu nominato Professore di Filosofia a Berkeley. Rimase ad Oxford fino alla sua morte.
In aggiunta alla vita accademica, Williams presiedette e fece parte di un numero di Commissioni Reali e comitati governativi. Negli anni settanta, presiedette la Commissione dell'Oscenità e della Censura dei Film. In una relazione del Comitato del 1979, Williams faceva notare che: "Data la quantità in circolazione di esplicito materiale sessuale e considerate le relative asserzioni spesso formulate circa i suoi effetti, è sorprendente rilevare nella cronaca dei casi di violenze e omicidi a sfondo sessuale l'assenza di alcun richiamo alla pornografia come possibile causa scatenante di tali reati." La relazione della Commissione venne chiaramente influenzata dal pensiero liberale di John Stuart Mill, un filosofo tenuto in grande stima da parte di Williams che si rifece al principio di libertà di Mill per sviluppare l'idea della "condizione di danno", in base alla quale "nessuna condotta deve essere soppressa per legge a meno che non si possa dimostrare che arrechi danno a qualcuno." Williams giunse alla conclusione che nella pornografia non è riscontrabile alcunché di dannoso e che "il ruolo della pornografia non è determinante nell'influenzare la società;... pensarla diversamente in merito significherebbe ingrandire il problema della pornografia a tal punto da far perdere di vista i problemi ben più gravi che assillano oggi la società." La commissione dichiarò che, fin tanto che i ragazzi fossero protetti dal vedere materiale pornografico, gli adulti possono ritenersi liberi di leggere e vedere pubblicazioni pornografiche a loro piacere.
Oltre alla commissione della pornografia, Williams fece anche parte di altre commissioni che presero in esame vari temi quali: il ruolo della scuola pubblica in Inghilterra nel periodo 1965–70; l'abuso di droghe nel 1971; il gioco d'azzardo nel periodo 1976–78; la giustizia sociale nel 1993–94. A proposito di questi impegni, egli disse: "Ho praticato tutti i vizi principali".
Williams era notoriamente molto svelto nelle discussioni. Il filosofo Gilbert Ryle una volta disse a tal proposito: "Williams capisce ciò che l'interlocutore sta per dire ancor prima che questi abbia formulato il suo pensiero, inoltre prevede tutte le possibili obiezioni da sollevare e tutte le risposte che l'interlocutore può dare alle obiezioni sollevate ancor prima che questi sia giunto a concludere la frase.
Williams fu nominato Sir nel 1999 e divenne membro della British Academy e membro onorario della American Academy of Arts and Sciences. Fece parte del consiglio della English National Opera e compilò la voce "opera" per il Grove Dictionary of Music and Musicians.
Morì il 10 giugno 2003, mentre trascorreva una vacanza a Roma. Aveva un mieloma multiplo, una forma di cancro. Egli lasciò la seconda moglie Patricia Law Skinner, i loro due figli, Jacob e Jonathan, e Rebecca, la figlia avuta dal primo matrimonio.

## Filosofia morale

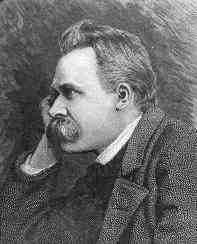
Friedrich Nietzsche, 1844–1900. Williams disse che gli sarebbe piaciuto citarlo ogni 20 minuti.

Le opere di Williams contengono studi sulla filosofia di René Descartes e quella greca, come anche attacchi più dettagliati all'utilitarismo e al Kantismo.
Williams era un distruttore di sistemi, attaccando tutti gli "ismi" con uguale vigore. Egli voltò le spalle alla metaetica e agli interrogativi - "Che cos'è il Bene?" e "Che significa la parola 'dovere'?" oggetto di studio della maggior parte dai filosofi morali della tradizione analitica occidentale e si concentrò invece sull'etica pratica. Williams provò a rispondere alla domanda "come vivere una buona vita?", concentrandosi sulla complessità, la "fortuna morale", come la chiamò lui, della vita di tutti i giorni.
In Morality: An Introduction to Ethics (1972), egli scrisse che "mentre la maggior parte della filosofia morale è stata per lo più vacua e noiosa;... la filosofia morale contemporanea ha trovato un modo originale per essere tediosa, cioè non discutendo affatto delle questioni." Lo studio della morale, egli sosteneva, deve essere essenziale e coinvolgente. Williams voleva proporre una morale che desse spiegazione della psicologia, della storia, della politica e della cultura. Nel suo rigetto della morale da lui definita come "una singolare istituzione", cioè un diviso e divisibile dominio del pensiero umano, alcuni hanno notato delle affinità con il filosofo tedesco del XIX secolo Friedrich Nietzsche sebbene Nietzsche fosse su posizioni opposte, come si evince dalle parole del filosofo tedesco alla fine di Ecce Homo: "nel concetto dell'uomo buono, si sostiene tutto ciò che è debole, malato, mal riuscito, sofferente". Nonostante che, a prima vista, il filosofo tedesco fosse un riduzionista, Williams fu un grande ammiratore di Nietzsche, tanto che diceva spesso che gli sarebbe piaciuto citare Nietzsche ogni venti minuti.
Anche se il disdegno di Williams per il riduzionismo a volte lo faceva apparire un relativista morale, era lontano dall'esserlo. Credeva, come gli antichi greci, che i cosiddetti "thick concepts", i concetti morali, come 'coraggio' e 'crudeltà', fossero reali e universali.

## Critica all'utilitarismo
Williams criticò particolarmente l'utilitarismo, la teoria consequenzialista che nella sua versione più semplice afferma che le azioni morali sono buone solo se rendono felici il maggior numero possibile di persone.
Uno degli argomenti più famosi di Williams contro l'utilitarismo riguarda Jim, uno scienziato che fa ricerche in un paese Sudamericano governato da un brutale dittatore. Jim si trova nella piazza centrale di un villaggio dove sono stati catturati e legati 20 ribelli. Il capitano che li ha catturati dice che, se Jim ucciderà uno dei ribelli, gli altri verranno liberati per rispetto di Jim quale ospite. Ma se non lo fa, verranno tutti uccisi. L'utilitarismo più semplice (quello che invita a considerare le conseguenze prima di ogni atto) sostiene che Jim dovrebbe uccidere uno dei prigionieri in modo da salvare gli altri. Per la maggior parte delle teorie consequenzialiste, non c'è un  dilemma morale in un caso come questo. Ciò che importa è il risultato.
Contro queste teorie, Williams sostiene che c'era una distinzione morale cruciale tra una persona uccisa da me e una persona uccisa da qualcun altro a causa di quello che faccio. L'utilitarista perde questa distinzione vitale, privandoci quindi della nostra umanità, trasformandoci in contenitori vuoti di fronte alle conseguenze che accadono, anziché preservare la nostra condizione di agenti morali che possono decidere secondo onestà. Per Williams, le decisioni morali devono preservare la nostra integrità e la nostra identità psicologica.
Un fautore dell'utilitarismo risponderebbe che la sua teoria non può essere respinta in un modo così superficiale. Il Premio Nobel per l'economia, Amartya Sen, per esempio, ha sostenuto che l'agire morale, le questioni di probità e i punti di vista personali possono essere considerati in modo consequenzialista; cioè, essi possono essere considerati anche come delle conseguenze.
Sen e Williams furono anche in disaccordo sul cosiddetto "utilitarismo della regola", una versione dell'utilitarismo che concentra l'attenzione non sui singoli atti, ma su regole che facciano conseguire il massimo benessere al maggior numero di persone possibile, risolvendo alcuni problemi fondamentali della teoria utilitaristica. Per esempio, per risolvere i problemi di parcheggio nella città di Londra - Williams scrisse - un utilitarista dovrebbe favorire il minacciare di morte chiunque parcheggiasse in spazi proibiti. Se solo poche persone venissero fatte fuori per questo motivo, ben presto finirebbe il parcheggio selvaggio; quindi secondo le previsioni utilitaristiche sarebbe più che giustificato sparare perché milioni di Londinesi possano sentirsi felici per l'assenza di problemi di parcheggio. Qualsiasi teoria che porti a tali conseguenze, Williams fece notare, dovrebbe essere rifiutata, non importa quanto in modo intuitivamente plausibile si possa convenire sul fatto che noi giudichiamo le azioni soltanto in base alle loro conseguenze.
Sen ed altri autori hanno sostenuto che l'utilitarismo della regola metterebbe nella condizione di poter estrapolare una regola dall'esempio del parcheggio. La regola secondo cui noi dovremmo "sparare a quelli che nel parcheggiare commettono infrazioni" è improbabile che, a lungo andare e considerandone le conseguenze, possa dare buoni risultati. Per Williams, tuttavia, già il rifarsi ad un tale argomento porta a rigettare l'utilitarismo della regola; noi dobbiamo "sapere" già da prima che è sbagliato minacciare di morte un trasgressore delle regole di parcheggio ed è quindi da rigettare qualsiasi teoria che ci obblighi a dover ricorrere a tali congetture.

## Critica al Kantismo

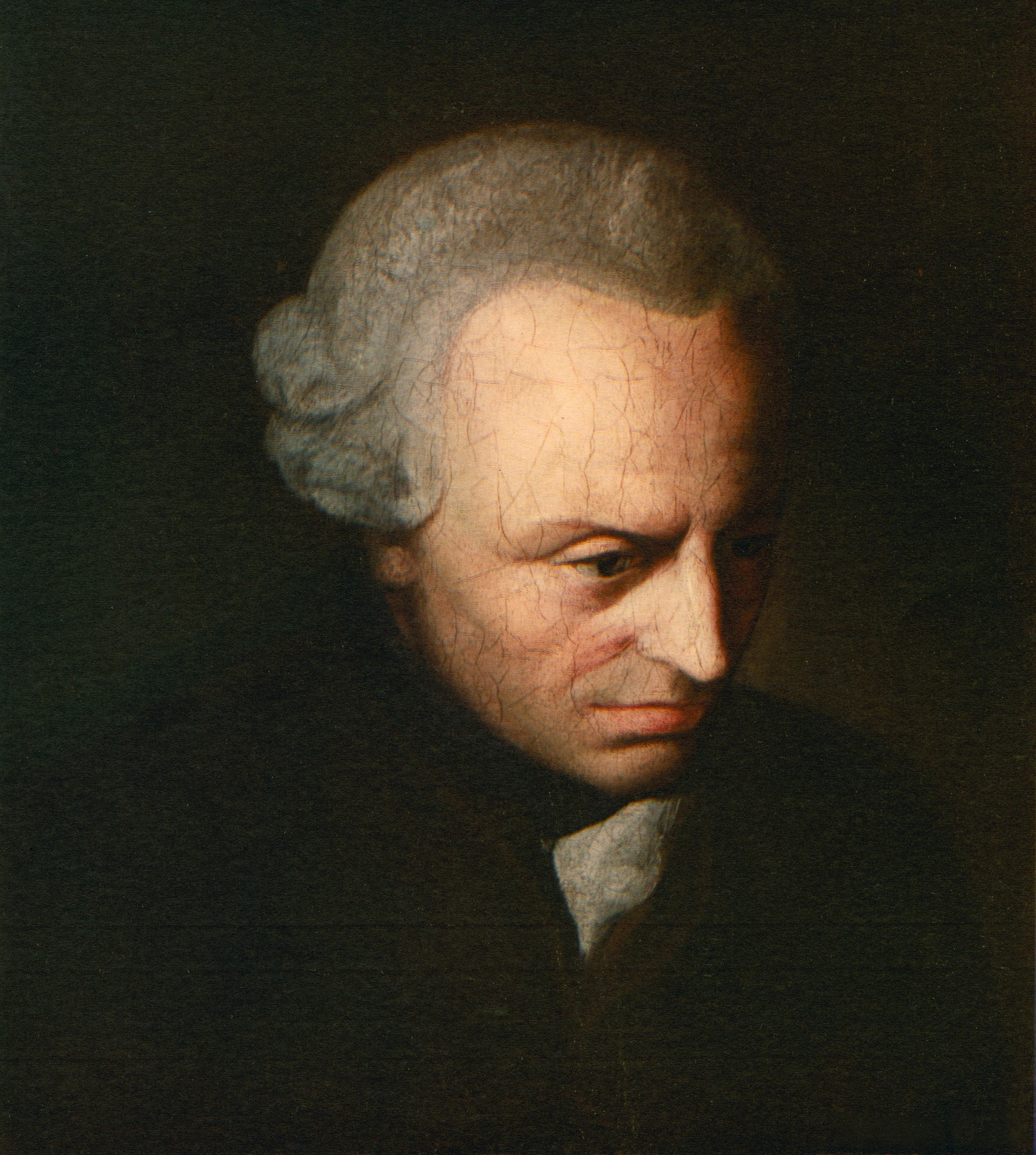
Immanuel Kant, 1724–1804. Williams criticò la filosofia morale di Kant, sostenendo che i principi morali non devono impormi di agire come se fossi un'altra persona.

Una delle principali rivali dell'utilitarismo è la filosofia morale del filosofo tedesco del XVIII secolo Immanuel Kant. Le opere di Williams scritte negli anni settanta e ottanta delinearono le basi per i suoi attacchi ai pilastri gemelli dell'utilitarismo e del Kantismo. Martha Nussbaum scrisse che la sua opera "denunciava il modo triviale e evasivo in cui la filosofia morale era stata praticata in Inghilterra sotto l'egida di queste due teorie dominanti."
La Critica della ragion pratica e la Metafisica dei costumi di Kant avevano esposto un sistema morale basato su quello che Kant chiamava Imperativo categorico, la cui meglio conosciuta versione è: "Agisci come se la massima della tua azione dovesse essere elevata dalla tua volontà a legge universale della natura".
Questa era una legge inderogabile, sosteneva Kant, che valeva per tutti gli esseri razionali dotati di libero arbitrio. Devi immaginare, quando agisci, cosa succederebbe se tutti facessero quello che vorresti fare in simili circostanze, incluso te stesso in futuro. Se non riesci a accettare le conseguenze di questo esperimento mentale, o se porta a una contraddizione, non devi fare quella cosa. Per esempio, se vuoi uccidere l'amante di tua moglie, devi immaginarti una legge che dice che tutti i mariti traditi hanno il diritto di uccidere gli amanti delle loro mogli. In altre parole, bisogna universalizzare le tue esperienze.
Williams contestò l'imperativo categorico nel saggio "Persons, character and morality." La morale non deve obbligarci ad agire senza tener conto di noi stessi, come se noi non fossimo quelli che siamo e non ci trovassimo nelle circostanze in cui proprio noi ci troviamo ad agire. Non dobbiamo assumere un atteggiamento imparziale, ovvero un atteggiamento tipico del Cristianesimo, nei confronti della realtà. Per Williams, i nostri valori, i nostri impegni e desideri fanno la differenza nel come osserviamo il mondo e nel come agiamo; così deve essere, altrimenti perdiamo la nostra individualità e di conseguenza la nostra umanità.

## Motivi per agire
L'insistenza di Williams circa il fatto che l'oggetto della moralità concerne le persone e le loro singole vite, come pure il sostenere che l'agire nel proprio interesse o per mero egoismo non sono contrari all'agire morale, vengono illustrate mediante l'argomento delle "ragioni interne dell'azione", che i filosofi indicano come il dibattito su "ragioni interne/esterne".
I filosofi hanno cercato di sostenere che il soggetto morale può avere "ragioni esterne" come spinta ad agire moralmente; cioè essi sono capaci di agire in base a ragioni esterne ai loro propri stati mentali. Per Williams tutto ciò non ha senso. Perché qualcosa si possa definire come "ragione per agire", deve avere un che di "magnetico", ci deve attrarre verso l'azione. Ma cosa può avere di "magnetico" un qualcosa interamente esteriore a noi — per esempio, la proposizione che X è buono? In base a quale procedimento qualcosa di esteriore ci può spingere ad agire?
Per Williams ciò non è possibile. La conoscenza non ha alcunché di "attraente." Conoscenza e sensazione sono del tutto separate, una persona deve provare una sensazione prima di essere spinta ad agire, e perciò, Williams sostenne, le ragioni dell'azione sono sempre interiori. Se io mi sento spinto a fare qualcosa di buono, è perché io lo voglio. Io posso essere spinto a fare la cosa giusta per uno svariato numero di ragioni. Per esempio, posso essere stato indotto a credere che X è buono, posso voler agire secondo l'educazione che mi è stata impartita, oppure voglio apparire come una brava persona agli occhi della gente, ovvero posso temere la disapprovazione da parte dell'ambiente in cui vivo. Le ragioni, per Williams, possono essere complesse ma sono sempre di origine interiore e ci caricano fino a desiderare di agire.

## La Verità
L'ultima opera completa di Williams, Truth And Truthfulness: An Essay In Genealogy (2002), tenta di difendere un attaccamento non-fondazionalista ai valori di verità, che Williams identifica con accuratezza e sincerità, fornendo una genealogia naturalistica di esse.
Ancora una volta l'influenza di Nietzsche è evidente, infatti Williams come il filosofo tedesco adottò un metodo genealogico (un termine utilizzato nella filosofia accademica per indicare degli studi basati sull'evoluzione del comportamento e del pensiero dell'Umanità nella storia) come mezzo di esposizione e di critica. Sebbene in parte Williams intendesse attaccare quelli che secondo lui negavano il valore della verità, l'opera ammonisce che intenderla semplicemente in quel senso significherebbe comprendere solo parte del suo scopo: essa "presenta una ... sfida" sia alla "credenza in auge che la verità non ha valore" sia alla "credenza tradizionale che il valore [della verità] garantisca essa stessa."
The Guardian scrisse nel necrologio di Williams che l'opera esamina come i filosofi Richard Rorty, Jacques Derrida e altri seguaci del politicamente corretto à la Foucault , "si prendano gioco di ogni verità presunta in quanto eccessivamente semplificata perché viene, inevitabilmente, distorta dal potere, dai pregiudizi sociali e dalla ideologia." Come si può leggere nel necrologio di Williams pubblicato da The Guardian "atipicamente per un saggio filosofico,Truth and Truthfulness muove al riso il lettore, che poi vuole piangere.

## Opere

### Libri
- La Moralità. Un'introduzione all'etica (Morality:An Introduction to Ethics, 1972), trad. M. Reichlin, Einaudi, 2000.
- Problemi dell'io (Problems of the Self, 1973), trad. R. Rini, Il Saggiatore, 1990.
- Utilitarismo e oltre (Utilitarianism: For and Against, con J. J. C. Smart, 1973), trad. A. Besussi, NET, 2002.
- Descartes: The Project of Pure Inquiry, Harvester Press, 1978.
- La sorte morale (Moral Luck, 1981), trad. R. Rini, il Saggiatore, 1987.
- L'etica e i limiti della filosofia (Ethics and the Limits of Philosophy, 1985), trad. R. Rini, Garzanti, 1987.
- Vergogna e necessità (Shame and Necessity, 1993), trad. M. Serra, il Mulino, 2007.
- Comprendere l'umanità (Making Sense of Humanity, 1995), trad. V. Ottonelli, il Mulino, 2006.
- Genealogia della verità (Truth and Truthfulness: An Essay in Genealogy, 2002), trad. G. Pellegrino, Fazi, 2005.

### Opere postume
- In principio era l'azione: Realismo e moralismo nella teoria politica (In the Beginning Was the Deed: Realism and Moralism in Political Argument, a cura di Geoffrey Hawthorn, 2005), trad. C. Del Bò, Feltrinelli, 2007.
- Philosophy as a Humanistic Discipline, a cura di A. W. Moore, Princeton University Press, 2006.
- The Sense of the Past: Essays in the History of Philosophy, a cura di Myles Burnyeat, Princeton University Press, 2006.

### Articoli
- "Understanding Homer: Literature, History and Ideal Anthropology," in Being Humans: Anthropological Universality and Particularity in Transdisciplinary Perspectives, a cura di Neil Roughley, de Gruyter, 2000.
- "Tolerating the Intolerable", in The Politics of Toleration, a cura di Susan Mendus, Edinburgh University Press, 1999.
- "Moral Responsibility and Political Freedom," Cambridge Law Journal, 56(1), 1997, 96-102.
- "Stoic Philosophy and the Emotions: Reply to Richard Sorabji", Bulletin of the Institute of Classical Studies, Supplement 68(1), 1997, 211–213.
- "Contemporary Philosophy: A Second Look", in The Blackwell Companion to Philosophy, a cura di N. F. Bunnin, Blackwell, 1996.
- "History, Morality, and the Test of Reflection", in The Sources of Normativity, a cura di Onora O'Neill, Cambridge University Press, 1996.
- "The Politics of Trust", in The Geography of Identity, a cura di Patricia Yeager, University of Michigan Press, 1996.
- "The Women of Trachis: Fictions, Pessimism, Ethics", in The Greeks and Us, a cura di R. B. Louden e P. Schollmeier, Chicago University Press, 1996.
- "Truth, Politics and Self-Deception", Social Research, 63, 1996.
- "Toleration: An Impossible Virtue?", in Toleration: An Exclusive Virtue, a cura di David Heyd, Princeton University Press, 1996.
- "Reasons, Values and the Theory of Persuasion", in Ethics, Rationality and Economic Behavior, a cura di Francesco Farina, Frank Hahn e Stefano Vannucci, Oxford University Press, 1996.
- "Truth in Ethics," Ratio 8(3), 1995, 227–42.
- "Acting as the Virtuous Person Acts", in Aristotle and Moral Realism, a cura di Robert Heinaman, Westview Press, 1995.
- "Ethics", in Philosophy: A Guide Through the Subject, a cura di A. C. Grayling, Oxford University Press, 1995.
- "Identity and Identities", in Identity: Essays Based on Herbert Spencer Lectures Given in the University of Oxford, a cura di Henry Harris, Oxford University Press, 1995.
- "Cratylus' Theory of Names and Its Refutation", in Language, a cura di Stephen Everson, Cambridge University Press, 1994.
- "Descartes and the Historiography of Philosophy", in Reason, Will and Sensation: Studies in Descartes's Metaphysics, a cura di John Cottingham, Oxford University Press, 1994.
- "The Actus Reus of Dr. Caligari", Pennsylvania Law Review, 142(5), 1994, 1661-1673.
- "Pagan Justice and Christian Love", Apeiron 26 (3–4), 1993, 195–207.